# Repêchage de la Ligue majeure de baseball 2016
2015 2017
Le repêchage de la Ligue majeure de baseball 2016 se tient du 9 au 11 juin 2016. Il s'agit de la 52e présentation du repêchage amateur de la Ligue majeure de baseball, un événement annuel dont des équivalents sont présents dans tous les sports collectifs nord-américains, comparable à une bourse aux joueurs, où les équipes sélectionnent des sportifs issus de l'université ou de l'école secondaire. 
Les sélections se font sur 40 rondes, chacun des 30 clubs choisissant à tour de rôle, et un total de 1 216 joueurs sont en 2016 repêchés. Les sélections donnent le droit au club d'engager des négociations en vue de la signature d'un contrat.
Le tout premier athlète sélectionné est Mickey Moniak, un joueur de champ extérieur de l'école secondaire La Costa Canyon High School, à Carlsbad en Californie qui est réclamé par les Phillies de Philadelphie. 
En incluant les choix supplémentaires compensatoires, 41 joueurs sont choisis au premier tour de sélection.

## Ordre de sélection
L'ordre du repêchage 2016 est déterminé par les classements de la saison 2015 de la MLB. La moins bonne formation, les Phillies de Philadelphie en l'occurrence, choisit la première et les 29 autres clubs sont classés en ordre décroissant selon leurs performances de la saison de baseball précédente. Si plusieurs clubs terminent avec la même fiche victoires-défaites, le club ayant remis la moins bonne fiche deux saisons plus tôt aura préséance sur les autres et choisira juste avant.

### Choix compensatoires
L'ordre peut varier selon les sélections retirées ou attribuées selon le système de compensation prévu pour la perte de certains joueurs établis devenus agents libres durant l'intersaison. Lorsqu'un agent libre reçoit du club qu'il a la possibilité de quitter une offre formelle équivalente aux 125 plus hauts salaires de la saison qui se termine, puis signe avec un nouveau club, l'équipe amputée d'un joueur reçoit un choix compensatoire qui s'ajoute à la fin du premier tour normal de sélection. Le club ayant engagé le joueur perd sa sélection de premier tour seulement si celle-ci ne devait pas se faire dans les 10 premières. 
Des choix de compensation peuvent aussi attribués aux clubs incapables de mettre sous contrat un joueur repêché l'année précédente. C'est le cas en 2016 des Dodgers de Los Angeles, qui reçoivent la 36e sélection au total de la première ronde pour avoir été incapable de signer leur premier choix de l'année précédente, Kyle Funkhouser.
Enfin, un choix supplémentaire peut être acquis par voie de transaction, comme c'est le cas en 2016 pour les Braves d'Atlanta, qui reçoivent ce choix des Marlins de Miami lors d'un échange conclu le 30 juillet 2015.

## Premier tour de sélection
| Rang | Joueur            | Équipe                    | Position         | Provenance                                                    |
| ---- | ----------------- | ------------------------- | ---------------- | ------------------------------------------------------------- |
| 1    | Mickey Moniak     | Phillies de Philadelphie  | Voltigeur        | La Costa Canyon High School (Carlsbad)                        |
| 2    | Nick Senzel       | Reds de Cincinnati        | Troisième but    | Université du Tennessee                                       |
| 3    | Ian Anderson      | Braves d'Atlanta          | Lanceur droitier | Shenendehowa High School (Ballston Lake, New York)            |
| 4    | Riley Pint        | Rockies du Colorado       | Lanceur droitier | St. Thomas Aquinas High School (Overland Park, Kansas)        |
| 5    | Corey Ray         | Brewers de Milwaukee      | Voltigeur        | Université de Louisville                                      |
| 6    | A. J. Puk         | Athletics d'Oakland       | Lanceur gaucher  | Université de Floride                                         |
| 7    | Braxton Garrett   | Marlins de Miami          | Lanceur gaucher  | Florence High School (Florence, Alabama)                      |
| 8    | Cal Quantrill     | Padres de San Diego       | Lanceur droitier | Université Stanford                                           |
| 9    | Matt Manning      | Tigers de Détroit         | Lanceur droitier | Sheldon High School (Sacramento, Californie)                  |
| 10   | Zack Collins      | White Sox de Chicago      | Receveur         | Université de Miami                                           |
| 11   | Kyle Lewis        | Mariners de Seattle       | Voltigeur        | Université de Mercer                                          |
| 12   | Jason Groome      | Red Sox de Boston         | Lanceur gaucher  | Barnegat High School (Barnegat, New Jersey)                   |
| 13   | Joshua Lowe       | Rays de Tampa Bay         | Troisième but    | Pope High School (Marietta, Géorgie)                          |
| 14   | Will Benson       | Indians de Cleveland      | Voltigeur        | Westminster HIgh School (Atlanta, Géorgie)                    |
| 15   | Alex Kirilloff    | Twins du Minnesota        | Voltigeur        | Plum High School (Pittsburgh, Pennsylvanie)                   |
| 16   | Matt Thaiss       | Angels de Los Angeles     | Receveur         | Université de Virginie                                        |
| 17   | Forrest Whitley   | Astros de Houston         | Lanceur droitier | Alamo Heights (San Antonio, Texas)                            |
| 18   | Blake Rutherford  | Yankees de New York       | Voltigeur        | Chaminade College Preparatory School (West Hills, Californie) |
| 19   | Justin Dunn       | Mets de New York          | Lanceur droitier | Boston College                                                |
| 20   | Gavin Lux         | Dodgers de Los Angeles    | Arrêt-court      | Indian Trail High School (Kenosha, Wisconsin)                 |
| 21   | T. J. Zeuch       | Blue Jays de Toronto      | Lanceur droitier | Université de Pittsburgh                                      |
| 22   | Will Craig        | Pirates de Pittsburgh     | Troisième but    | Université de Wake Forest                                     |
| 23   | Delvin Perez      | Cardinals de Saint-Louis  | Arrêt-court      | International Baseball Academy (Porto Rico)                   |
| 24   | Hudson Sanchez    | Padres de San Diego       | Arrêt-court      | Carroll High School (Southlake, Texas)                        |
| 25   | Eric Lauer        | Padres de San Diego       | Lanceur gaucher  | Université d'État de Kent                                     |
| 26   | Zack Burdi        | White Sox de Chicago      | Lanceur droitier | Université de Louisville                                      |
| 27   | Cody Sedlock      | Orioles de Baltimore      | Lanceur droitier | Université de l'Illinois à Urbana-Champaign                   |
| 28   | Carter Kieboom    | Nationals de Washington   | Arrêt-court      | Walton High School (Marietta, Géorgie)                        |
| 29   | Dane Dunning      | Nationals de Washington   | Lanceur droitier | Université de Floride                                         |
| 30   | Cole Ragans       | Rangers du Texas          | Lanceur gaucher  | North Florida Christian High School (Tallahassee, Floride)    |
| 31   | Anthony Kay       | Mets de New York          | Lanceur gaucher  | Université du Connecticut                                     |
| 32   | Will Smith        | Dodgers de Los Angeles    | Receveur         | Université de Louisville                                      |
| 33   | Dylan Carlson     | Cardinals de Saint-Louis  | Voltigeur        | Elk Grove High School (Elk Grove, Californie)                 |
| 34   | Dakota Hudson     | Cardinals de Saint-Louis  | Lanceur droitier | Université d'État du Mississippi                              |
| 35   | Taylor Trammell   | Reds de Cincinnati        | Voltigeur        | Mount Paran Christian High School (Kennesaw, Géorgie)         |
| 36   | Jordan Sheffield  | Dodgers de Los Angeles    | Lanceur droitier | Université Vanderbilt                                         |
| 37   | Daulton Jefferies | Athletics d'Oakland       | Lanceur droitier | Université de Californie à Berkeley                           |
| 38   | Robert Tyler      | Rockies du Colorado       | Lanceur droitier | Université de Géorgie                                         |
| 39   | Anfernee Grier    | Diamondbacks de l'Arizona | Voltigeur        | Université d'Auburn                                           |
| 40   | Joey Wentz        | Braves d'Atlanta          | Lanceur gaucher  | Shawnee Mission East High School (Prairie Village, Kansas     |
| 41   | Nick Lodolo       | Pirates de Pittsburgh     | Lanceur gaucher  | Damien High School (La Verne, Californie)                     |